# Miguel Yanguas
Miguel Yanguas Díez (Motril, 18 de marzo de 2002) es un jugador profesional de pádel español que ocupa la 8.ª posición del ranking FIP. Juega en la posición del drive junto a Coki Nieto.

## Trayectoria deportiva
Su etapa de menores la comenzó en la localidad de Motril, en la cual residió junto a su familia desde que era pequeño.
Comenzó a competir en el circuito World Padel Tour en el año 2018. En ese año, logró alcanzar su primer cuadro final en el Challenger de Melilla junto con su compañero Álex Arroyo. Acabó el año en el puesto n.º 164 del ranking World Padel Tour.
En 2019, logró alcanzar el cuadro final en cuatro ocasiones: en el Madrid Master, alcanzó la ronda de dieciseisavos de final junto a su compañero Iván Ramírez, logrando la primera entrada en cuadro como pareja; en el Challenger de Outeiros de Rei alcanzó los octavos de final; en el WPT Menorca Open alcanza los dieciseisavos de final; en el Challenger de Paris, alcanzó los octavos de final. Su buena actuación durante este año, le permitió acabar la temporada en el puesto n.º 82 del ranking World Padel Tour con 17 años.[cita requerida]
En 2020, alcanzó el cuadro final en 5 ocasiones, partiendo de la fase previa a principio de temporada. En el WPT Marbella Master, alcanzó los dieciseisavos de final; en el WPT Madrid Open logró alcanzar la ronda de octavos de final; en el WPT Valencia Open, alcanzó los dieciseisavos de final; en el último torneo del año, alcanzó los octavos de final. Acabó la temporada en el puesto n.º 58 del ranking.
Después de una temporada marcada por la COVID-19 y la reducción considerable de torneos, Yanguas anunció que su nueva pareja de juego sería Iván Ramírez, con quien ya compartió lado de la pista en 2019 y junto con el que logró un campeonato del mundo de menores. En el primer torneo de la temporada, llegó a los cuartos de final. Después de la primera mitad de la temporada, anunció que su nuevo compañero sería Miguel Lamperti.
La temporada 2023 y última de Word Padel Tour la disputó junto al jugador más laureado de todos los tiempos, Fernando Belasteguín. En esta temporada consiguió regularidad, llegando en dos veces a semifinales. Además, esta buena temporada le llevó a clasificarse al Master Final, el cual tuvo que disputar junto a Sanyo Gutiérrez ya que Bela se lesionó y no consiguió los puntos suficientes para clasificarse. Tuvo que abandonar en el primer partido debido a una lesión de Sanyo.
En el 2024 anunció que competiría en el circuito de Premier Padel junto al cordobés Javier Garrido.

## Palmarés

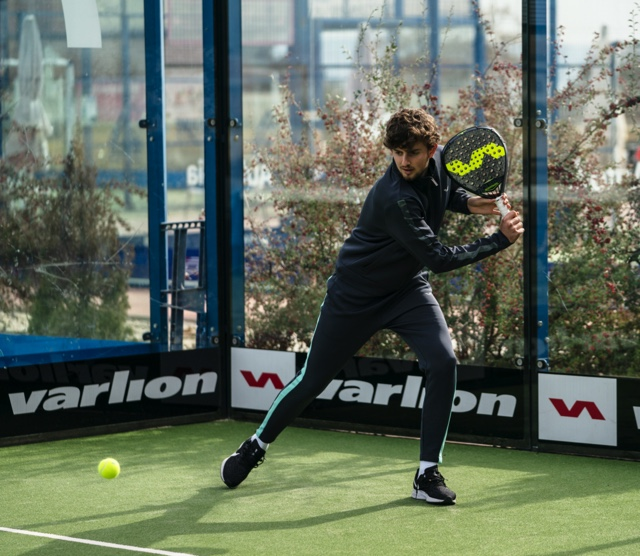
Mike en entrenamiento.

### Premier Padel

#### Títulos
| N.º | Año  | Torneo | Categoría | Pareja           | Oponentes en la final        | Resultado    |
| 1   | 2024 | Guiza  | P2        | Franco Stupaczuk | Lucas Bergamini Javi Garrido | 6-3 / 7-6(2) |

#### Finales
| N.º | Año  | Torneo | Categoría | Pareja           | Oponentes en la final       | Resultado       |
| 1   | 2024 | Doha   | Major     | Javier Garrido   | Arturo Coello Agustín Tapia | 0-6 / 2-6       |
| 2   | 2024 | Kuwait | P1        | Franco Stupaczuk | Arturo Coello Agustín Tapia | 4-6 / 2-6       |
| 3   | 2024 | Mexico | Major     | Franco Stupaczuk | Arturo Coello Agustín Tapia | 6-4 / 1-6 / 2-6 |

### World Padel Tour
- Calanda Challenger 2022, junto a Coki Nieto.[16]
- Reus Open 2023, junto a Momo González.[17]

### Otros
- Campeón del mundo de menores en 2015 en México por equipos con la selección española y en categoría Open por parejas;[18]
- Campeón del mundo de menores en 2017 en Málaga por equipos con la selección española y en categoría Open por parejas;[11]
- Campeón del mundo de menores en 2019 en Castellón por equipos con la selección española;[19]
- Campeón de España por Selecciones Autonómicas de menores en 2015, 2016 y 2017;[cita requerida]
- Campeón de España por Equipos de menores en 2016, 2017 y 2018;[cita requerida]
- Campeón de España Open por parejas de menores en 2012 y 2016;[cita requerida]
- Subcampeón de España de menores en 2014, 2015, 2017 y 2019;[cita requerida]
- Campeón del Máster Nacional de menores en 2014, 2015, 2016 y 2017;[cita requerida]
- Subcampeón del Máster Nacional de menores en 2013;[cita requerida]
- Campeón de Andalucía de menores en 2012, 2013, 2015, 2016, 2017, 2018 y 2019;[cita requerida]
- Subcampeón del Campeonato Mundial de Padel de 2024por equipos;